# Islamska astronomija
Islamska astronomija je pojam koji se rabi za astronomiju koja se razvila, odnosno bila karakteristična za islamski svijet u srednjem vijeku ili tzv. Zlatnom dobu islama. Pod time se podrazumijevaju svi astronomski tekstovi, otkrića ili dostignuća od oko 8. do 15. stoljeća na širokom području koje je uključivalo Bliski istok, Sjevernu Afriku, al-Andalus, Središnju Aziju i islamsku Indiju i autore koji su rabili arapski jezik kao lingua francu. Za islamsku astronomiju karakteristično je da je zahvaljujući vlasti kalifata, odnosno svezama među muslimanskim državama koje su ga naslijedile, astronomima na raspolaganju bio široki i raznovrsni korpus prethodnih astronomskih dostignuća i tradicija, prije svega vezan uz grčku, iransku i indijsku astronomiju; islamski astronomi ta su znanja asimilirali i na njihovom temelju sagradili novu tradiciju koja je, pak, značajno uticala na susjedna područja, odnosno razvoj bizantske, zapadnoeuropske i kineske astronomije. 
Islamska astronomska dostignuća se, između ostalog, ogledaju u zvjezdanim katalozima s preko 10.000 unosa, kao i brojnim imenima zvijezdima (Aldebaran, Altair), kao i astronomskim pojmovima (poput azimuta), koji su u druge jezike došli upravo iz arapskog.

## Vanjske poveznice
- History of Islamic Astrolabes  Arhivirana inačica izvorne stranice od 12. kolovoza 2016. (Wayback Machine)